# Hoy es el día
Hoy es el día es el segundo álbum de estudio de la banda de rock y reggae uruguaya Chala Madre. Fue grabado y puesto a la venta a finales del año 2006 bajo el sello discográfico de Montevideo Music Group (Montevideo MG). El disco contiene un total de 14 canciones, de las cuales el corte de difusión fue No vuelve. A diferencia de su antecesor Hay que salir, en este trabajo se intentó grabar canciones con sonidos más puros, o sea sin tantos arreglos. Esta decisión es tomada para que se logre un sonido más auténtico a la hora de llevar las canciones a escena.

## Lista de canciones
| Número de pista | Título            | Duración |
| --------------- | ----------------- | -------- |
| 01              | De acá no         | 3:47     |
| 02              | Por la noche      | 3:16     |
| 03              | No vuelve         | 4:49     |
| 04              | Todos a la vez    | 2:54     |
| 05              | Si te vas         | 4:33     |
| 06              | Tan bien          | 2:30     |
| 07              | Lejos del cielo   | 4:32     |
| 08              | ¿Hasta cuándo?    | 4:12     |
| 09              | Cada vez más      | 4:22     |
| 10              | En dos            | 4:43     |
| 11              | Igual             | 3:18     |
| 12              | Nada              | 3:30     |
| 13              | Vivir             | 5:02     |
| 14              | Más que una razón | 5:51     |

- Datos: Q5903663